# Скрипач на крыше (фильм)
«Скрипач на крыше» (англ. Fiddler on the Roof) — музыкальный фильм режиссёра Нормана Джуисона, экранизация одноимённой пьесы Джозефа Стайна 1964 года, основанной на рассказах Шолом-Алейхема о философствующем молочнике Тевье. Фильм получил 3 премии «Оскар» (за лучшую музыку, лучшую операторскую работу и лучший звук), а также 2 «Золотых глобуса» (за лучший фильм и лучшую мужскую роль (комедия или мюзикл).

## Сюжет
Действие происходит в 1905 году в Правобережной Украине, в деревне Анатевке, находящейся в черте оседлости и разделённой на две части: христианскую и еврейскую. Еврей-молочник Тевье живёт бедно, продавая молочные продукты собственного производства, и воспитывает с женой Голдой пять дочерей — Цейтл, Годл, Хаву, Шпринце и Бейлку. Не имея возможности наделить всех дочерей приданым, родители возлагают большие надежды в этом деле на сваху Енту, но толку от этого мало: у каждой дочки свои проблемы и своя судьба. Так, старшая Цейтл предпочитает богатому мяснику-вдовцу Лазарю Вольфу бедного портного Мотла Камзойла; Годл влюбляется в студента-революционера Перчика, а когда того ссылают в Сибирь, отправляется следом за ним; Хава принимает православную веру крестьянина Федьки и уходит из семьи. Во время свадьбы Цейтл и Мотла часть деревни подвергается еврейскому погрому, а спустя некоторое время жителей извещают, что они должны покинуть свои дома, или царские власти их выселят.

## В ролях
- Хаим Тополь — Тевье
- Норма Крэйн — Голда, жена Тевье
- Леонард Фрей — Мотл Камзойл, портной, возлюбленный Цейтл
- Молли Пикон — Ента, сваха
- Пол Манн — Лазарь Вольф
- Розалинд Харрис — Цейтл, старшая дочь Тевье
- Мишель Марш — Годл, вторая дочь Тевье
- Нива Смолл — Хава, третья дочь Тевье
- Рей Лавлок — Федька, крестьянин-христианин, жених Хавы
- Пол Майкл Глейзер — Перчик, студент-революционер, учащийся Киевской академии, возлюбленный Годл
- Элейн Эдвардс — Шпринце, четвёртая дочь Тевье
- Кенди Бонштейн — Бейлка, пятая дочь Тевье
- Роджер Ллойд-Пак — дьяк
- Шимен Рускин — Мордхе
- Луис Зорич — урядник
- Марика Ривера — Ривка

## Награды и номинации
- 1972 — три премии «Оскар»: лучшая операторская работа (Освальд Моррис), лучшая адаптация музыки (Джон Уильямс), лучший звук (Гордон Маккаллум, Дэвид Хилдъярд). Кроме того, лента получила 5 номинаций: лучший фильм (Норман Джуисон), лучшая режиссура (Норман Джуисон), лучшая мужская роль (Тополь), лучшая мужская роль второго плана (Леонард Фрей), лучшая работа художника-постановщика и декоратора (Роберт Бойл, Майкл Стрингер, Питер Ламонт).
- 1972 — три номинации на премию BAFTA: лучшая операторская работа (Освальд Моррис), лучший монтаж (Энтони Гиббс, Роберт Лоуренс), лучший саундтрек (Лес Уиггинс, Гордон Маккаллум, Дэвид Хилдъярд).
- 1972 — две премии «Золотой глобус» за лучший фильм — комедия или мюзикл и за лучшую мужскую роль в комедии или мюзикле (Тополь), а также две номинации за лучшую режиссуру (Норман Джуисон) и за лучшую мужскую роль второго плана (Пол Манн).
- 1972 — премия «Давид ди Донателло» лучшему иностранному актёру (Тополь).
- 1972 — номинация на премию Гильдии сценаристов США за лучшую адаптированную комедию (Джозеф Стайн).
- 1972 — 6-е место в списке лучших иностранных фильмов года по версии журнала «Кинэма Дзюмпо».